# Smardy Górne
Smardy Górne  (deutsch Ober Schmardt) ist ein Ort der Gmina Kluczbork in der Woiwodschaft Opole in Polen.

## Geographie
Smardy Górne liegt im nordwestlichen Teil Oberschlesiens im Kreuzburger Land. Smardy Górne liegt rund sechs Kilometer nordwestlich vom Gemeindesitz Kluczbork und etwa 53 Kilometer nordöstlich der Woiwodschaftshauptstadt Oppeln.
Smardy Górne liegt an der Baryczka (Bartsch-Bach).
Nachbarorte von Smardy Górne sind im Norden Krzywizna (Schönwald), im Osten Gotartów (Gottersdorf), im Südosten der Gemeindesitz Kluczbork (Kreuzburg O.S.), im Südwesten Stare Czaple und im Süden Smardy Dolne (Nieder Schmardt).

## Geschichte

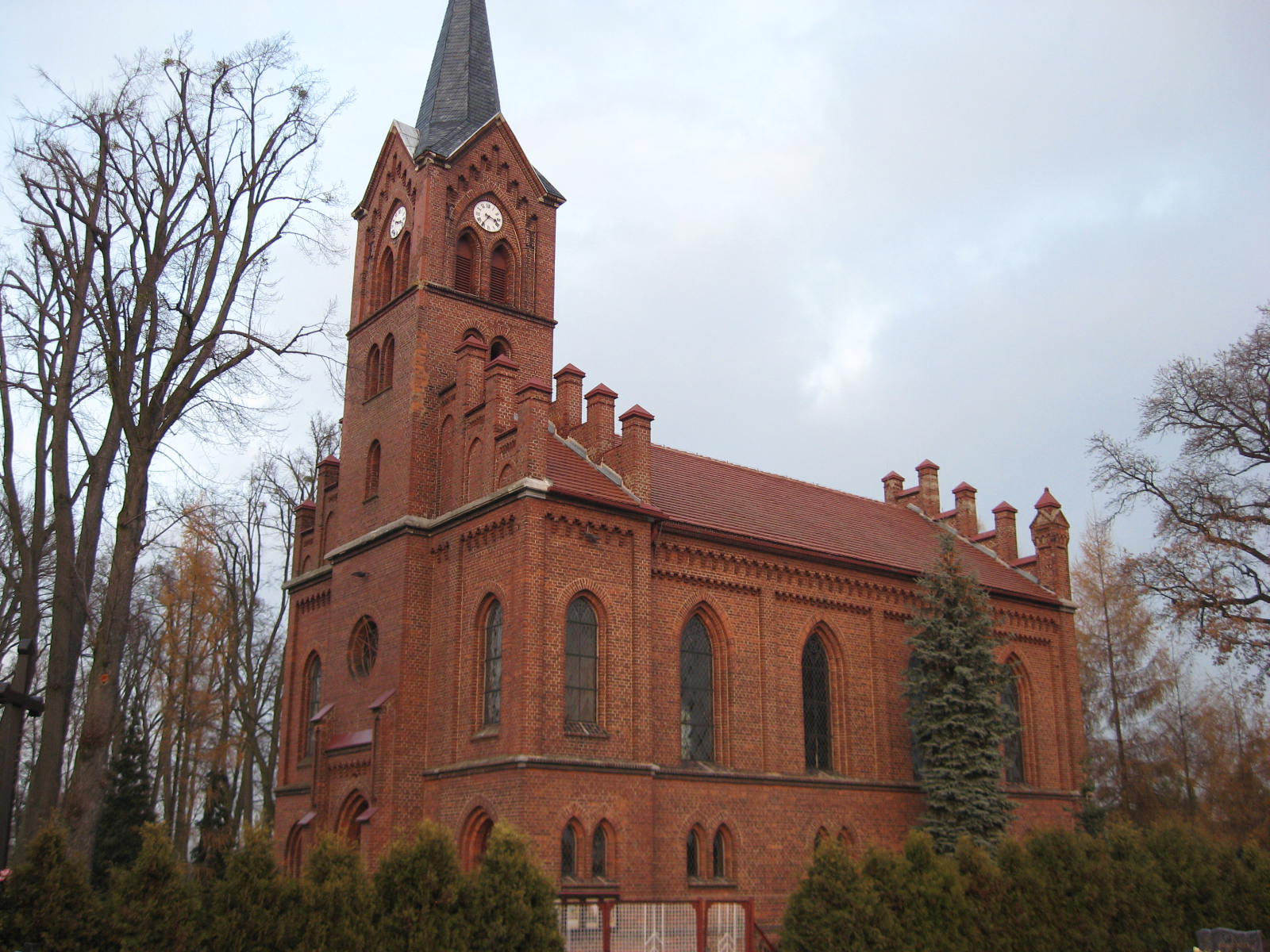
Kreuzerhöhungskirche

Im Jahr 1261 wird das Dorf erstmals als Schmarden erwähnt.
1874 wird der Amtsbezirk Schmardt gegründet, zu dem Ober Schmardt gehört. 1891 brennt die evangelische Schrotholzkirche in Ober Schmardt ab. Bis 1893 erfolgte ein Neubau einer neogotischen Kirche.
1902 wird im Dorf eine Volksbibliothek, die erste im Landkreis, eröffnet. 1925 wird elektrisches Licht im Dorf angelegt.
1933 lebten in Ober Schmardt 612, 1939 wiederum 632 Menschen. Bis 1945 gehörte das Dorf zum Landkreis Kreuzburg O.S.
Als Folge des Zweiten Weltkriegs fiel Ober Schmardt 1945 wie der größte Teil Schlesiens unter polnische Verwaltung. Nachfolgend wurde der Ort in Smardy Górne umbenannt und der Woiwodschaft Schlesien angeschlossen. 1950 wurde es der Woiwodschaft Oppeln eingegliedert. 1999 kam der Ort zum neu gegründeten Powiat Kluczborski (Kreis Kreuzburg).

## Sehenswürdigkeiten
- Die heutige römisch-katholische Kreuzerhöhungskirche wurde 1893 als protestantisches Gotteshaus im Stil der Neogotik erbaut.[4]
- Gutshof aus dem 19. Jahrhundert[6]